# Корнељу Зелеа Кодреану
Корнељу Зелеа Кодреану (рођен као Корнељу Кодреану) био је румунски клерикални националиста, политичар и лидер национал-фашистичке Гвоздене гарде – Легије архангела Михајла, такође познате као Легионарски покрет / Легија.

## Детињство и младост
Корнелију Кодреану је рођен 13. септембра 1899. у месту Хуши у Румунији. Његов отац Јон био је учитељ и касније ће бити активан у синовљевом покрету. Мајка Елизабета је била Немица.
Доста времена су живели у месту Буковина у тадашњој Аустроугарској, где су били познати као Зелински.
Корнелију Кодреану је као добровољац учествовао у Првом светском рату. Војну обуку је имао у Бакауу (рум. Bacău) од стране Петра Панреа, који ће касније постати левичарски активиста.
После рата, заједно са Константином Панчуом, оснива Националхришћанску одбрамбену лигу. Њих двојица објављују капитално дело Велика Румунија, у којој захтевају уједињење Румуна на Балкану у једну државу, „с тим да православној браћи Србима и Бугарима нуде пријатељство, те стога не желе да задиру у њихов територијални суверенитет“.

## Политичка каријера

### Почетак политичке каријере
Корнелију Кодреану је заузео антикомунистички став 1919. када су бољшевици окупирали Молдавију коју је он сматрао неотуђивим делом Велике Румуније. Корнелије Кодреану је постао заклети непријатељ бољшевика након што је бољшевичке територијалне претензије подржала Социјалистичка партија Румуније.
Кодреану је постао антисемит по узору на оца, али га је спојио са снажним антикомунизмом, знајући да Јевреји, а не православни Руси, управљају Совјетским Савезом. Кодреану је комунисте називао „јеврејским бољшевицима“. (енгл. Jewish Bolshevism).
Корнелију Кодреану је студирао право у Јашију, где је започео и политичку каријеру. Као и његов отац, постао је близак са покретом A.C. Cuza. У то време је сматрао да Јевреји сексуално искоришћавају младе Румунке и да су издајници Румуније.
Пред крај 1919. Кодреану приступа у Националну заштитну гарду (рум. Garda Conştiinţei Naţionale), групу, коју је основао електричар Константин Панчу. Панчуов покрет је био пролетерски, са намером да буде алтернатива комунизму и капитализму. Панчу је свој покрет називао радничко-социјалистичком десницом. Подржавао је генерала Александра Аверескуа из Народне партије у тренутку када се Авереску одвојио од Народне партије и 1920. основао Лабуристички покрет Румуније.
Када је НЗГ почела да подржава националистичке радничке синдикате и организује штрајкове, њени активисти укључујући и Кодреануа, основали су Асоцијацију хришћанских студената директно нападајући управу универзитета да је под директном контролом Јевреја. Великим притиском управе универзитета, на којем су деловали, и немогућношћу да утичу на велики број студената, Кодреану и сарадници напуштају га, и Кодреану никада није добио правничку диплому.
Након тога Кодреану одлази 1922. године на студирање у Берлин. Учествовао је у манифестацији италијанских фашиста, Маршу на Рим. Убрзо се враћа у Румунију.

### Политичка каријера у НХОЛ-у
Убрзо после доласка на власт Национал-либерална партија забрањује деловање A.C. Cuza, али 4. марта 1923. године хришћански националисти оснивају организацију под именом Национал-хришћанска одбрамбена лига.
Њима се 1925. године придружује Јон Мута, преводилац књиге Протоколи сионских мудраца, која ће постати саставни део идеологије НХОЛ.

### Формирање Легионарског покрета
Корнелија Кодреануа хапсе у новембру 1923. године због парамилитарног и револуционарног деловања, и спроводе га у затвор Вакареши (рум. Văcăreşti) надомак Букурешта. Ту Кодреану долази на идеју да унутар НХОЛ-а оснује посебну организацију, коју је назвао Легија Светог Архангела Михајла, због тога што му је највише снаге у животу дала православна икона у затворској цркви, коју је Кодреану свакодневно посећивао и сведочио је да му се лично указао свети Архангел Михаило.
Изласком из затвора, створио је унутар НХОЛ-а посебан систем који је назвао Frăţia de Cruce односно Братство крста. Сваки припадник НХОЛ-а морао је да пролије своју крв пред браћом из покрета на православни крст и изговори заклетву НХОЛ-а.
У мају 1924. године у Јаши започиње да гради студентски центар, али је његову замисао спречила румунска полиција, коју је предводио Константин Манчу (рум. Constantin Manciu). Том приликом, Кодреану и још неколико припадника НХОЛ-а су ухапшени и послати у затвор на неколико дана.
После краћег времена проведеног ван политике, Кодреану се осветио Манчуу, ранећи њега и још неколико полицајаца у октобру исте године у згради Суда у Јаши, где је Манчу позван као сведок против Кодреануа и његових сабораца.
Форензичари су касније утврдили да Манчу није одмах био усмрћен, већ да је пре смрти пружао знаке самоодбране, док је Кодреану тврдио да се само бранио од насртаја полицајца.
У исто време у румунском парламенту Сељачка партија на челу са Паулом Бујором ускраћује подршку мандата румунској Влади Национал-либералне партије, због политичког насиља у земљи. Тада се две партије договарају да спроведу тзв. Марсезов закон (рум. Mârzescu Law), који је требало да спречи политичко насиље.
Први на удару Марсезовог закона били су комунисти, чије је деловање одмах забрањено.
Изласком из затвора Кодреану одлази у Гренобле, како би узео учешће на изборима 1926. године, и кандидује се за градоначелника Фосканиа (рум. Focşani). НХОЛ је већ дуже време био забрањен, те Кодреану окупља њене бивше чланове и остварује свој сан о оснивању Легије у новембру 1927. године.
Легија је била базирана по систему Братство крста, ауторитативном и хијерархијском кодексу. Корнелија Кодреануа сви су ословљавали са капетане. За кратко време Легија је стекла много присталица међу румунским свештеницима, сматрајући да Кодреану жели национално спасење у религиозном смислу.
Легија је користила православне ритуале у свом свакодневном деловању, а сам Кодреану је у политичкој борби често био обучен у традиционалну румунску ношњу. Легија је такође била заснована и на мистицизму, а Кодреану је једном приликом рекао: Легија мења човека из корена, и прави од њега ново биће (рум. omul nou)!.
Показујући своје политичке ставове, Легија је већ у старту била означена као антисемитска, јер је сматрала да се мора решити Јеврејско питање у Румунији, где Јевреји сеју семе блуда и неморала.
Корнелије Кодреану је отворено почео да говори против Јевреја 1927. године, на протесту, који је организовала Легија испред синагоге у Орадеи. Треба напоменути да је Румунија, одмах иза Пољске у то време била највише антисемитска земља у источној Европи.
Кроз две године постојања Легионарски покрет је постао активан на целој територији Румуније. За време Велике депресије 1931. године на изборима у Румуније, Кодреануова групација осваја пет места у румунском парламенту. Убрзо је постао познат по томе што је разоткривао корупције међу политичарима у тада актуелној власти Румуније.
Идеолог антисемитског програма Легије био је Николаје Јорга бивши члан Куза групе, који је своју идеју назвао рационални антисемитизам увек давајући конкретне замерке на Јевреје.
Корнелије Кодреану је сматрао да су Румуни и остали православни народи много супериорнији у односу на друге у свом окружењу, посебно је био нетрпељив према Мађарима.
Легионарски покрет је окупљао углавном нижу класу, сиромашне, сељаке и највећи број младих образованих студената. Просечна старост члана Легије била је 27 година.
Легионарски покрет са челу са Кодреануом био је против капитализма, либерализма, комунизма и демократије. Такође је био опонент модернизације и материјализма, залажући се за корпоративизам и хришћански национал-социјализам.
Власти тада почиње да забрињава револуционарни потенцијал Легије и могуће избијање насиља међу грађанима. Ситуација почиње да добија велики примат када Корнелије Кодреану даје пуну подршку Адолфу Хитлеру и НСДАП-у.
Непосредно пре избора 1933. године власти хапсе више значајних функционера Легије оптужујући их за тероризам. Влада 1936. године Легију проглашава ескадроном смрти.
Исте године долази до смрти Мота (рум. Moţa) потпредседника Легионарског покрета и Васила Марина, високог функционера који је учествовао као добровољац у Шпанском грађанском рату на страни генерала Франциска Франка. Те године Корнељу Кодреану издаје своју чувену аутобиографску књигу Мојим легионарима (рум. Pentru legionari).
Дуги низ година Легију је финансирао велики румунски предузетник Николај Малакса.
Легионарски покрет је окупљао ултра-националисте, клерикалне патриоте, румунске фашисте и национал-социјалисте.
Легионарски покрет је био варијанта локалног румунског фашизма, по идејама веома сличан са Југословенским народним покретом ЗБОР Димитрија Љотића.
Легионарски покрет је у своје време називан револуционарно-терористичком организацијом од стране тадашњег режима, полиције и судства.
Корнелију Кодреану су у Легионарском покрету називали Капетаном (рум. Căpitanul), и он је био неоспорни вођа покрета до смрти.

### Оснивање партије
После више година деловања као парамилитарна група, Легија се претвара у политичку партију. Наступа на изборима 1937. године под именом Све за Отаџбину (рум. Totul Pentru Ţară). Кодреану је на тим изборима у кампањи често понављао да ће након победе његове партије за 48 сати увести Румунију у пакт са Немачком и Италијом и да ће то бити сигуран пут за цели Балкан, те да ће прогласити једнопартијски систем. Кодреануова партија осваја 16% гласова и постаје трећа по снази политичка организација у земљи, а међу националистима прва.
Ускоро долази до расцепа унутар Кодреануове партије, те Николај Јорга оснива своју групацију Lăncieri, а све уз подршку владајуће Национал-хришћанске партије, која му чак омогућава и формирање своје парамилитарне формације тзв плавокошуљаша.
Током 1937. године румунски краљ Карол II, почео је да фаворизује фашистичку Национал-хришћанску партије и Народни ренесансни фронт, пркосећи Кодреану и његовој партији и Легији.
Тада почињу жестоки напади на Кодреануа и његову партију. Дневни лист Neamul Românesc, који је био под Јоргином контролом, на све могуће начине почиње да блати име и идеје Корнелија Кодреануа, оптужујући га за корупцију и диктаторске амбиције.
Неколико месеци касније тачније 16. априла, полиција хапси Кодреануа и још 14 функционера његове партије, међу којима и Георга Клима, Александра Тела, Рада Гура, Наеа Јоенескуа, Сербана Милковеана и Михаила Полихрониада, оптужујући их за непоштовање устава и закона.
Кодреану је био послат у затвор Жилава, а остали у Тишману. У затвору Кодреану проводи шест месеци, а отворену подршку му је упутио генерал Јон Антонеску, који ће касније бити премијер (рум. Conducător) румунске Владе. Током суђења Кодреану је судије називао бољшевицима јер му није било омогућено да говори у своју одбрану.
Његови адвокати Истрат Мишеску и Григор Јуниан више пута су упућивали захтеве за ослобађање Врховном суду називајући Кодреануа човека великим срцем, који управо има проблема са њим, алудирајући на здравствене проблеме Корнелија Кодреануа.
Осуђен је на десет година тешке робије. Премештен је из Жилаве у Дофтану, где му је омогућено да има комуникацију са породицом и пријатељима.
Након Хитлеровог напада на европске земље, Корнелије Кодреану се обратио краљу Каролу II, да учини све да спречи напад Немачке на Румунију. Краљ је прихватио, и троје чланова Легије су пошле са њим у посету Хитлеру у резиденцију Бернхоф. Пошто Хитлер није подржавао Легију и иритиран тим разговором, наређује забрану Легионарског покрета и Кодреануове партије.

## Смрт
По повратку у земљу, 30. новембра 1938. године, румунски краљ Карол, је наредио убиство Корнелија Кодреануа. Убиство су извршили полицајци, али детаљи тог убиства ни данас нису добро познати широј јавности.

## Настављачи Кодреануове идеје
Корнелију Кодреану важи за узора модерној десници.
За директног идеолога сматра га румунска организација Нова десница (Noua Dreaptă), као и многе друге сличне организације, махом чланице Европског националног фронта.
Нова десница (рум. Noua Dreaptă) приказује Корнелија Кодреануа као свеца и има исцртане иконе са његовим ликом. Сматра га за највећег румунског интелектуалца и политичара. Сваке године организује тзв Кодреануов марш.
Александар Баркашов, вођа Руског националног фронта ЈЕДИНСТВО такође има многе речи хвале за Кодреануа називајући га највећим православним мислиоцем 20 века.
Покрет за Румунију (рум. Mişcarea pentru România) Маријана Мунтеануа се такође представља као настављач Легионарског покрета.